# Nicolaas Petrus de Koo
Nicolaas Petrus de Koo (Amsterdam, 4 augustus 1881 – Laren (Noord-Holland), 1 december 1960) was een Nederlands grafisch ontwerper, boekbandontwerper en binnenhuisarchitect. In de periode 1901-1905 genoot hij zijn opleiding aan de Rijksschool voor Kunstnijverheid Amsterdam. Na enige tijd in Wenen te hebben doorgebracht, vestigde hij zich in 1907 als architect in Baarn. Na zijn huwelijk werd hij in 1910 vennoot bij een Rotterdamse meubelfirma. In die tijd  ontwierp hij meubels voor medeleden van de Rotterdamse Kunstkring.

## Phoenix Brouwerij
Later werd hij de huisontwerper voor de Phoenix Brouwerij Amersfoort waarvoor hij prijscouranten, brochures, kalenders, affiches, gevelborden, bierviltjes en etiketten maakte.

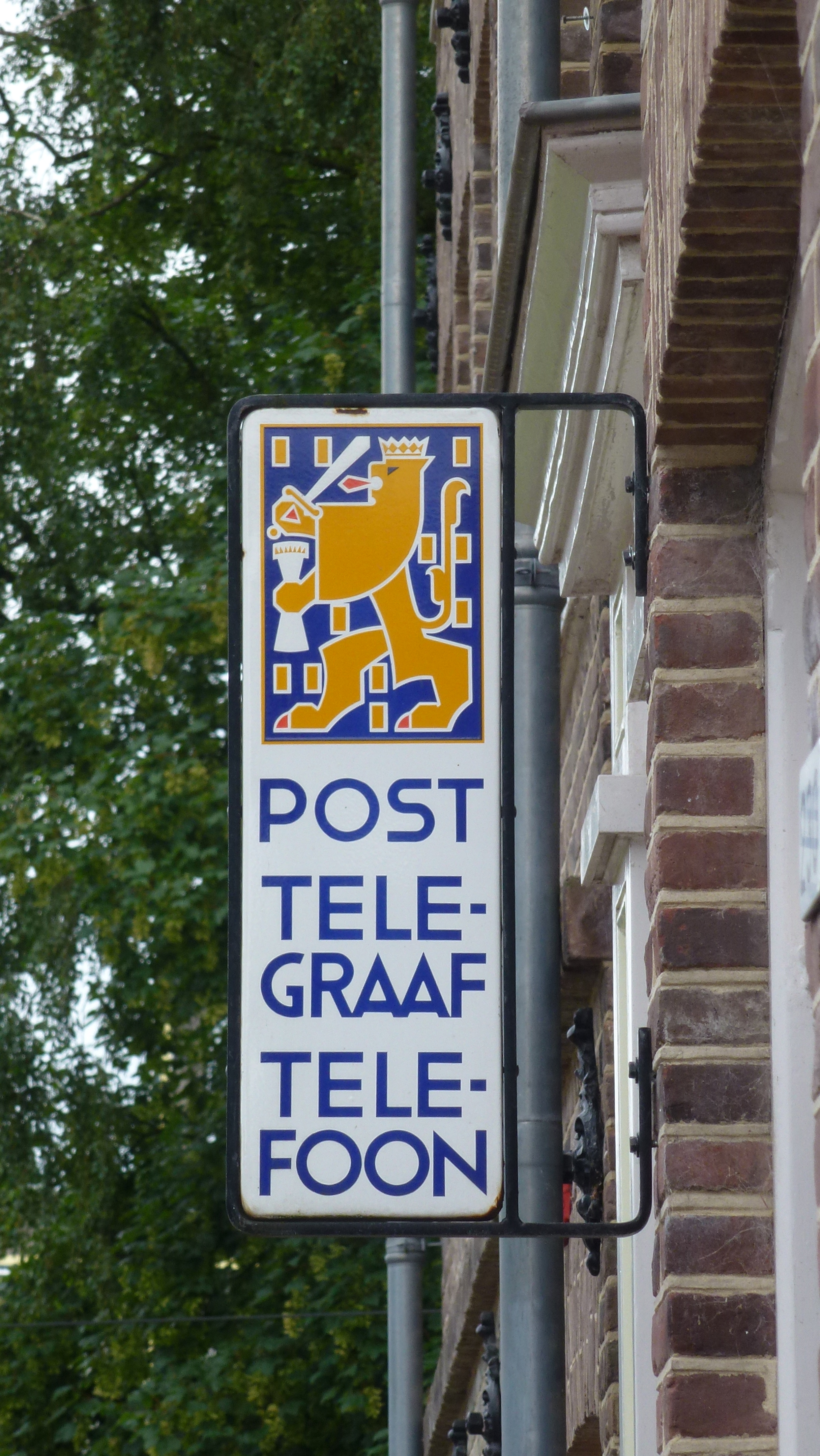
Uithangbord uit 1937, ontwerper N.P. de Koo

## Werk voor de PTT
Als vrije medewerker bij de PTT ontwierp hij voor hen een vignet voor telegrammen, een bladwijzer, voorlichtings- en reclamedrukwerk en de z.g. De Koo brievenbus. De eerste opdracht van PTT aan De Koo betreft de interieurinrichting en de meubels voor de nieuw opgerichte Postcheque- en Girodienst in gebouw Rozenburg in Den Haag. 
Naast het ontwerpen van drukwerk en wapenborden richt hij voor tentoonstellingen diverse PTT-stands in. De Koo heeft zich nooit gewaagd aan experimenteel ontwerpen, in zijn ontwerpen hield hij vast aan een zakelijke en ambachtelijke stijl. Incidenteel werkte hij ook voor de Glasfabriek Leerdam en voor enige uitgeverijen was hij boekbandontwerper.
Van 1915 tot 1940 is hij secretaris geweest van de Nederlandsche Vereeniging voor Ambachts- en Nijverheidskunst V.A.N.K. De totstandkoming van het Pier Pander Museum in Leeuwarden in 1954 is aan De Koo te danken. 
Hij woonde in Laren (Noord-Holland) en is daar in 1960 overleden.

## Familie
Zijn vader was de journalist Johannes de Koo (1841-1909). Johannes was een zoon van Abraham de Koo, N.H. predikant, en Anna Maria Reberge. Hij trouwde op 15 februari 1879 met Cornelia Elisabeth Pel. Uit dit huwelijk werden 2 zoons geboren waarbij Nicolaas Petrus.

## Tentoonstelling
Van 21 maart tot en met 29 juni 2008 werd door het Museum voor Communicatie in Den Haag een tentoonstelling gehouden met als onderwerp "Klinkklare Vormgeving – N.P. de Koo (1881 – 1960)". Op deze tentoonstelling zijn vele ontwerpen van De Koo te zien geweest, niet alleen voor de Phoenix Brouwerij maar ook voor PTT Telecom.